# Roman Tmetuchl

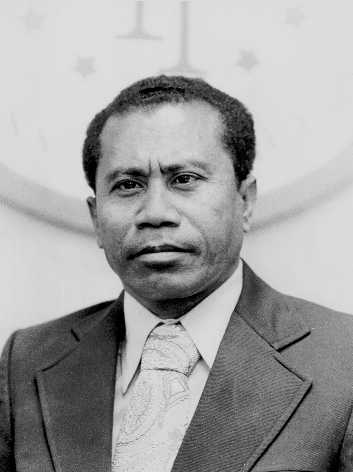
Roman Tmetuchl

Roman Tmetuchl (* 11. Februar 1926; † 1. Juli 1999) war ein palauischer Politiker und Geschäftsmann. Er wuchs in einer japanisch kontrollierten Siedlung in Palau auf und schloss sich im Zweiten Weltkrieg der Kempeitai, der japanischen Militärpolizei, an. Nach dem Krieg wurde er der Führer der Liberal Party von Palau. Er arbeitete im Congress der Trust Territory of the Pacific Islands von 1964 bis 1978 und wirkte darauf hin, dass Palau einen separaten Status im Unterschied zum Rest von Mikronesien erhielt. Er wurde Gouverneur von Airai und bewarb sich dreimal erfolglos um das Palauische Präsidentenamt. Als Geschäftsmann führte Tmetuchl mehrere Bauprojekte durch, die vielfach auch der Gemeinschaft zugutekamen.

## Leben

### Jugend
Tmetuchl gehörte zum Clan der Eloklsumech von Airai. Er wuchs in Koror auf, das zu dieser Zeit unter japanischer Kontrolle stand. Er besuchte eine japanische Grundschule in Koror und zeichnete sich in Mathematik aus. In dieser Zeit arbeitete er als Hausmeister und als Zeitungsjunge. Tmetuchl war auch ein guter Läufer und galt, laut William Vitarelli, als der schnellste Läufer in Palau und Guam 1949.
1943 wurde er zur Mitarbeit bei der Kempeitai, der japanischen Militärpolizei im Zweiten Weltkrieg, rekrutiert. Zunächst wurde er nur mit verschiedenen Putzjobs betraut und arbeitete später für Lieutenant Colonel Aritsune Miyazaki. Er nahm auch an militärischen Übungen teil und erfuhr im Polizeihauptquartier mehr über den Verlauf des Krieges.
Nach dem Krieg kehrte er nach Koror zurück und begann bei den Streitkräften der Vereinigten Staaten in einem Steinbruch zu arbeiten. Zu dieser Zeit sprach er Palauisch und Japanisch und begann Englisch zu lernen. Daraufhin wurde er für eine Lehrer-Ausbildungs-Gruppe angeworben, mit der er 1948 zur weiteren Fortbildung nach Guam reiste. In diesem Jahr sagte er auch bei einem Kriegsverbrecherprozess für zwanzig japanische Armeeangehörige aus. Mit 23 Jahren wurde Tmetuchl in die 11. Klasse der George Washington High School in Guam aufgenommen. Er graduierte 1951 als einer der zehn Besten.

### Politische Karriere
Tmetuchl wurde bereits früh politisch aktiv. 1950 führte er den zweiten Streik in der Geschichte Palaus an zur Erhöhung von Löhnen. Später war er der Führer der Liberal Party von Palau. In den 1950ern und frühen 1960ern arbeitete er in verschiedenen Positionen für die Verwaltung des amerikanischen Treuhandgebiets Pazifische Inseln (Trust Territory of the Pacific Islands – TTPI), unter anderem als Übersetzer, Verteidiger, Berater, Verwaltungsassistent und Richter des District Court. Im Studienjahr 1954–1955 studierte er auf den Philippinen mit einem Stipendium der Vereinten Nationen Recht und Soziale Wohlfahrt. Am 9. April 1956 folgte er seinem Bruder Toribiong Uchel als Präsident von Palaus einheimischem Parlament Olbiil Era Kelulau era Belau (Haus der besprochenen Entscheidungen). Dort kämpfte er von 1954 bis 1962 um Ngerekebesang Island wiederzuerhalten, welches die TTPI von der japanischen Regierung erworben hatte.

#### Congress of Micronesia
1964 wurde Tmetuchl für die TTPI in den Ersten Congress of Micronesia gewählt. Er stellte sich 1966 erneut zur Wahl, verlor aber sein Mandat an David Ramarui. 1968 gewann er dann wieder einen Sitz im Kongress durch popular vote. Er nahm von 1969 bis 1970 an House Committees und Congress-Gruppen in Bezug auf den zukünftigen politischen Status und die Budget-Planung teil. Eine seiner Resolutionen, die er einreichte, beschäftigte sich am 28. Juli 1969 mit einer Unabhängigwerdung Mikronesiens innerhalb der nächsten sieben Jahre. Die Resolution wurde auf ein anderes Committee übertragen und keine weiteren politischen Schritte unternommen.
Tmetuchl bewarb sich 1970 um einen Sitz im Senat und gewann gegen John O. Ngiraked. Wenige Tage darauf versuchte ein Einheimischer namens Hitler ihn zu erschießen. Heinrich Ngowakl behauptete, dass er selbst von Ngiraked beauftragt worden sei, den Mord auszuführen, aber nicht dazu fähig gewesen sei, und daher die Waffe an Hitler weitergegeben habe. Tmetuchl entschied letztlich keinen Prozess anzustrengen. Senator Ambilos Iehsi strengte jedoch einen Minority Report an, in dem er die Wahlergebnisse in Zweifel zog. Der Senat befasste sich mit einer Revision der Wahlresultate und akzeptierte sie letztlich. Tmetuchl wurde Senator im Congress of Micronesia am 29. Januar 1971. in seiner Amtszeit setzte er sich für die Unabhängigkeit ein, sowie für die Einforderung von Reparationszahlungen für Schäden, die in Palau während des Zweiten Weltkriegs entstanden waren.
1974 leitete Tmetuchl Palaus Select Committee on Development und unterstützte ein Gesetz, das es ermöglichte, dass die Palauer ihre eigene Verfassung schreiben konnten. Dabei vertrat er eine lose Föderation mit den anderen mikronesischen Inseln und für einen getrennte Status-Gespräche mit den Vereinigten Staaten. Dazu bildete er eine separatistische Faction in Palaus Parlament. Ursprünglich stimmte er für palauische Unabhängigkeit, vertrat aber später einen anderen Status, ähnlich dem des Commonwealth of the Northern Mariana Islands. Ein Artikel in der palauischen Zeitschrift Tia Belau kritisierte 1975 Tmetuchls neue Position und bezeichnete sie als „out of tune“ (nicht übereinstimmend) mit der lokalen Meinung.
Seit 1974 verbreitete sich in Palaua das Gerücht, dass die amerikanische Regierung einen Superport (Superhafen) in Palau bauen wolle. Umweltgruppen wie die Save Palau Organization kämpften gegen diesen Superport und glaubten, dass eine Unterstützung für einen Unabhängigkeitsstatus diese Pläne stoppen könnten. Im März 1976 reiste Tmetuchl zusammen mit Sadang Silmai nach Teheran, Iran, um dort den Verantwortlichen der National Iranian Tanker Company und der Nissho-Iwai Company zu versichern, dass sie dennoch einen Superport in Palau sicherstellen könnten. Ab November 1976 wies jedoch auch Tmetuchl die Pläne für einen Superport zurück.
Von 1976 bis 1978 umgab sich Tmetuchl mit verschiedenen amerikanischen Ratgebern: Stuart Beck diente als Legal Counselor für die Palau Political Status Commission (PPSC), William Brophy wurde Tmetuchls politischer Ratgeber, Thomas Gladwin wurde ein unbezahlter Consultant und John Kenneth Galbraith wurde ein weiterer unbezahlter Ratgeber für die PPSC. Tmetuchl und die PPSC besuchten den UN-Treuhandrat im Juli 1976 und flogen dann weiter nach Washington, D.C. um den Status von Palau zu verhandeln. Gruppen, die die Vereinigung von Palau mit andern mikronesischen Distrikten anstrebten, sandten Petitionen an die Regierung, damit Tmetuchl Amtsenthoben werden sollte. Am 25. Februar 1978 entließ der Senat Tmetuchl aus dem Amt.
Noch im April 1978 unterzeichnete er jedoch das Statement of Agreed Principles for Free Association in Hilo, Hawaii. Das palauische House of Chiefs erklärte, dass Tmetuchl „acted outside the ambit of his authority and responsibility“ (außerhalb des Bereichs seiner Autorität und seiner Verantwortlichkeit gehandelt habe). Tmetuchl hielt dagegen, dass die meisten Palauer seiner Aktion zustimmten. Das folgende Referendum zeigte, dass 88 % der Stimmberechtigten für den Unabhängigkeitsstatus waren.

#### Präsidentschafts-Wahlkämpfe
Tmetuchl bewarb sich 1980 um das Präsidentenamt und verlor gegen Haruo Remeliik. Tmetuchl beendete daraufhin seine Unterstützung für die Compact of Free Association und nutzte seine Macht im Senat um Opposition gegen Remeliiks Regierung zu machen. Er wurde Gouverneur von Airai im Januar 1981 und trat in drei Streiks gegen Remeliiks Verwaltung als Vermittler auf.
Tmetuchl bewarb sich 1984 erneut um das Präsidentenamt gegen den Amtsinhaber Remeliik und Ibedul Gibbons, verlor jedoch erneut an Remeliik. Remeliik wurde 1985 ermordet. Der ehemalige Mitbewerber John Olbedabel lenkte den Verdacht auf Tmetuchls Neffe, wodurch Tmetuchl im August 1985 nicht für das Präsidentenamt kandidieren konnte.
Er trat erst 1988 erneut an. Diese Wahl wurde nach dem plurality voting system entschieden. Er erhielt 26 % der Stimmen, oder in ganzen Zahlen nur 31 Stimmen weniger als der Wahlgewinner Ngiratkel Etpison; das Beinahe-Patt führte dazu, dass das Wahlrecht in Palau reformiert wurde und danach die Wahlen nach majority voting durchgeführt wurde, mit einer Zweitrunde, wenn kein Kandidat mehr als die Hälfte aller Stimmen erhalten hat. Nach diese neuerlichen Niederlage, konzentrierte sich Tmetuchl auf seine Geschäfte und auf seine Familie.

### Wirtschaftliche Karriere
In den 1950ern reiste Tmetuchl mit Freunden in die Vereinigten Staaten. Auf dieser Reise lernte er eine Methode kennen, aus Beton Hohlblocksteine herzustellen, die zu dieser Zeit 35 ct. pro Stück kosteten. Er importierte diese Technik nach Palau und stellte Baustein aus den Betonbauten der Japaner her. Mit Hilfe der Sägemühle seines Onkels baute er so zahlreiche Häuser. Er gründete 1952 eine Baufirma und erwarb Land in Koror und Babeldaob.
Tmetuchl und seine Mitarbeiter halfen William Vitarelli, einem Mitarbeiter der TTPI, Schulen in Palau zu bauen, indem sie Gelder für die Projekte sammelten und die TTPI um einen Bauvertrag anschrieben. Danach beschuldigte John O. Ngiraked Tmetuchl, die Arbeiter nicht ausreichend zu bezahlen. Die Anschuldigungen wurden vor Gericht untersucht und festgestellt, dass die Arbeiter tatsächlich überbezahlt waren. Das Dorf Ngchesar veröffentlichte eine Entschuldigung, und Tmetuchl schenkte den Arbeitern ein Fest.
1966 beauftragte der High Chief Ibedul Ngoriakl Tmetuchl ein kleines Verwaltungsgebäude nahe der TTPI District Administration zu erweitern. Während der Bauarbeiten wurde das Gebäude von Typhoon Sally am 1. März 1967 beschädigt. Ibedul Ngoriakl verlegte daraufhin sein Verwaltungsgebäude an die Stelle des Meetinghouse's und erlaubte es Tmetuchl das vorherige Projekt zu nutzen. Tmetuchl reparierte und erweiterte das Gebäude, benannte es um in Pacifica Development Corporation Group Building. Es wurde im Laufe der Zeit eines der wichtigsten Gebäude in Palau.
In den späten 1970ern erwarb Tmetuchl den Steinbruch auf der Insel Malakal mit Hawaii-Felsen. In dieser Zeit unterstützte er den Bau der High School der Siebenten-Tags-Adventisten. 1983 lernte Tmetuchl den Japaner Masao Nishizono kennen, und die beiden wurden Partner für den Bau eines Flughafens und Hotels in Airai. Nishizono gab jedoch den Bau für diese Projekte im Juni 1984 auf und Gerichtsprozesse verzögerten die Eröffnung des Grace Hotel. Tmetuchl erwarb dieses Hotel, nachdem Nishizono 1990 Selbstmord begangen hatte, und benannte es um in Airai View Hotel. Das Hotel wurde schließlich im Juli 2000 eröffnet. Bereits 1984 baute er ein privates Kraftwerk in Airai mit zwei Elektro-Generatoren.
Am 4. März 1985 eröffnete Tmetuchl Palaus erste Bank in Koror. Während seiner Zeit als Gouverneur von Airai in den 1980ern ließ er ein Clan-Haus und vier moderne bais (Männerhäuser) errichten. 1986 ließ er zwölf Häuser in einem Weiler von Airai errichten mit Hilfe von chinesischen Arbeitern. Zusätzlich ließ er die Airai State Elementary School errichten, die am 6. März 1989 eröffnet wurde.
Nach dem Vorbild der Seventh-day Adventist Clinic in Guam finanzierte Tmetuchl im Weiler Ngerbeched von Koror den Umbau eines vorhandenen Gebäudes in eine Klinik, die am 26. Mai 1991 eröffnet wurde. 1997 ließ er die Sabbath School im Anschluss an die Seventh-day Adventist Church errichten. In diesem Jahr wurde sein Vermögen auf $30 Mio. geschätzt. Im folgenden Jahr spendete er Land und Geld für den Bau einer neuen Seventh-day Adventist Church in Ngchesar, verstarb aber 1999 vor Fertigstellung dieses Projekts.

### Tod und Vermächtnis
Roman Tmetuchl starb am 1. Juli 1999. Er hinterließ seine Frau Dirrengerkiu Perpetua „Tua“ Polloi Tmetuchl, 12 Kinder, 19 Enkel und einen Großenkel. Der damalige Präsident von Palau, Kuniwo Nakamura, rief eine Staatstrauer für Tmetuchl aus.
Am 11. April 2006 stellten die Senatoren Reklai, Koshiba, Seid, Diaz und Dengokl den Antrag den Palau International Airport umzubenennen in Roman Tmetuchl International Airport. Der Senat verabschiedete die Resolution am 4. Mai 2006.
2008 erbaute die Familie Tmetuchl eine Kapelle beim Belau National Hospital um sein Andenken zu bewahren.